# Ochthebius leechi
Ochthebius leechi är en skalbaggsart som beskrevs av Wood och Perkins 1978. Ochthebius leechi ingår i släktet Ochthebius och familjen vattenbrynsbaggar. Inga underarter finns listade i Catalogue of Life.